# Monterroso
Monterroso és un municipi de la província de Lugo a Galícia. Pertany a la Comarca da Ulloa. Al municipi està la capçalera del riu Ulla. La base econòmica del municipi és el sector primari, especialment la ramaderia. Següent en importància és el sector terciari, concentrat a Monterroso (educació, sanitat, administració, comerç, bancs, etc.), així com el Centre Penitenciari de Vacaloura. Durant l'època romana, el concello era travessat per diverses vies, inclosa la XIX de l'Itinerari d'Antoní, que unia Lugo amb Braga. Per Ligonde passa el Camí Francès del Camí de Santiago, sent aquesta parròquia l'etapa nombre 27.
| 5.524 | 5.808 | 5.795 | 4.763 | 4.237 |
| Fonts: INE i IGE (Els criteris de registre censal variaren i les dades de l'INE i de l'IGE poden no coincidir.) |       |       |       |       |

## Parròquies
| - Arada (Santa María) - Bidouredo (Santiago) - O Bispo (Santa María) - Cumbraos (San Martiño) - Esporiz (San Miguel) - Fente (San Martiño) - Os Ferreiros (San Cibrao) - Frameán (San Pedro) - Fufín (San Martiño) - Lavandelo (Santiago) - Leborei (Santa María) - Ligonde (Santiago) - Lodoso (San Xoán) - Marzán (Santa María) | - Milleirós (San Pedro) - Novelúa (San Cristovo) - Pedraza (Santa María) - Penas (San Miguel) - Pol (San Cibrao) - Salgueiros (Santa María) - San Breixo (San Salvador) - Satrexas (Santa Eufemia) - Sirgal (Santo André) - Sucastro (Santa Mariña) - Tarrío (Santa María) - Valboa (San Salvador) - Vilanova (San Pedro) - Viloíde (San Cristovo) |